# ماريا أنجيلا أردينغيلي
ماريا أنجيلا أردينغيلي (1730-1825) هي مترجمة إيطالية وعالمة رياضيات وفيزيائية من الطبقة النبيلة، اشتهرت بكونها المترجمة الإيطالية لأعمال ستيفن هايلز، عالم فسيولوجيا نيوتوني. ترجمت له عملين: مجلد إحصائيات الدم وإحصائيات الخضراوات. على الرغم من عدم ظهورها الكثير على الملأ تاريخيًا، تمكنت من الحفاظ على وجودها دون أن تتعرض للتجنب أو العزلة الاجتماعية أو السخرية من خلال مشاركة أعمالها مع جماهير محددة.

## معلومات أساسية
ولدت ماريا أنجيلا أردينغيلي في نابولي (مملكة نابولي) لعائلة نبيلة من أصل فلورنسي. بعد أن فقدت شقيقها خلال طفولتهما، أصبحت ماريا أنجيلا الطفلة الوحيدة لوالديها. اهتم والدها بتعليمها، وبحلول بلوغها سن الرابعة عشرة، كانت تتحدث اللاتينية بطلاقة. درست الفلسفة والعلوم الفيزيائية والرياضية بإشراف عالم الفيزياء والرياضيات جيوفاني ماريا ديلا توري وفيتو كارافيلي. درست كذلك الإنجليزية والفرنسية.
لم تكن أردينغيلي أرستقراطية ولا عضوًا في الطبقة الوسطى الصاعدة. كانت عائلتها من فلورنسا، التي وصفت بأنها «واحدة من أكثر إيطاليا تميزًا وتقديمًا» في القرن السادس عشر. عندما استحوذت عائلة ميديشي على السلطة في توسكانا، هربت عائلة أردينغيلي من توسكانا إلى نابولي.
كانت ماريا أنجيلا شاعرة ولاتينية متعلمة، كما هو الحال مع النساء الأرستقراطيات في ذلك الوقت، وكانت خبيرة في الفيزياء الرياضية. انتمت إلى دائرة أمير تارسيا، التي تأسست عام 1747، والتي كان لها أقوى ارتباط بنيوتن والفيزياء التجريبية والكهرباء في المحافل الفكرية في نابولي. كان لمكتبة تارسيا ومختبرها فائدة كبيرة بالنسبة لها.
لم ترغب أردينغيلي في مغادرة نابولي أبدًا. أوضحت أنها لن تترك عائلتها أبدًا، رافضة الزواج من المهندس المعماري الفرنسي جوليان ليروي وإمكانية أن تصبح المُدرس العلمي للأميرات الملكيات في فرساي. مكثت في نابولي حيث استضافت العديد من التجمعات التي كانت تُعتبر وسيلة لفهم عالم الطبيعة والسفر والتواصل مع أكاديمية باريس للعلوم.
عملت ماريا أنجيلا أردينغيلي مراسلة غير رسمية لأكاديمية باريس للعلوم. جمعت بين أفراد المجتمعات العلمية في نابولي وفرنسا. عندما وصلت أردينغيلي إلى ذروة شعبيتها، ابتكرت بعض الاستراتيجيات للحفاظ على عدم الكشف عن هويتها، والتي نجحت فيها. على الرغم من اختفاء أردينغيلي التاريخي، اختارت بشكل انتقائي من أعمالها ما تريده مرئيًا لجماهير محددة من أجل حماية نفسها من العزلة الاجتماعية.

### أردينغيلي ونوليت
أثناء عمل أردينغيلي مراسلًا وعضوًا في أكاديمية باريس للعلوم، ساهم جان أنتوين نوليت في انطلاقها إلى الشهرة. التقى نوليت بأردينغيلي خلال اجتماع، واستضافها في نابولي خلال رحلته عبر إيطاليا في عام 1749. نشر نوليت، فيزيائي مشهورن مجلدًا عن الكهرباء احتاج فيه للدفاع عن نظرياته ضد نظريات بنجامين فرانكلين. كتب نوليت تسع رسائل إلى تسعة خبراء مختلفين متميزين في مجال الفيزياء. كانت الرسالة الأولى إلى أردينغيلي. كتب في الرسالة عن ترجمتها لعمل هايلز، مجلد إحصائيات الدم، قائلًا: «سيدة شابة فاضلة، حققت في وقت قصير الكثير من التقدم في مجال الفيزياء». ساهم هذا التقدير العلني عن جعل أردينغيلي معروفة في الأوساط العلمية.

## إنجازاتها
بصفتها خبيرة في الفيزياء الرياضية، تُعزى شهرة أردينغيلي بشكل أساسي إلى ترجمة الأعمال الرئيسية للفيزيائي الإنجليزي ستيفن هايلز: مجلد إحصائيات الدم وإحصائيات الخضراوات. أجرت كذلك تجارب علمية مستوحاة من أعمال هايلز. اشتهرت بكونها مراسلة غير رسمية ووسيطة ثقافية للعلماء الأجانب وعلماء الطبيعة الذين سافروا إلى إيطاليا. ساهم عملها وسيطة ثقافية في فتح الآفاق أمامها ووضعها في وضع يسمح لها بمقابلة جان أنتوين نولت، الذي عينها مراسلة غير رسمية لأكاديمية باريس للعلوم. عملت في أكاديمية باريس للعلوم التي ربطتها بالمجتمعات العلمية في فرنسا ونابولي. في ترجماتها، توسعت إلى أكثر من مجرد الهوامش التي اقتصر عليها المترجمون النموذجيون. ترجمت بتفانٍ وكانت منفتحة في أقسام «القارئ» في ترجماتها. في هذه الأقسام، كانت أردينغيلي منفتحة مع أفراد الطبقات العليا. تواصلت مع علماء بارزين في ذلك الوقت، بما في ذلك، على سبيل الذكر لا الحصر، عالم الرياضيات والفلك والفيزيائي أليكسيس كلود كليراوت وجان أنتوين نوليت.